# 女性の健康
女性の健康（じょせいのけんこう、英: Women's health）は集団の健康の一例であり、世界保健機関（WHO）により、健康とは「単に病気や虚弱がない状態ではなく、身体的、精神的、社会的に完全に良好な状態であること」と定義されている。単に女性のリプロダクティブ・ヘルスとして扱われることが多いが、多くの団体は、女性の健康全般に関わるより広範な定義、「女性の健康」と表現する方が適切であると主張している。このような違いは、危険性と実害の両方を含む健康状態にある女性が更に不利な立場に置かれている発展途上国で益々悪化している。
主要な死因である心血管疾患、癌、肺疾患の罹患率は女性と男性でほぼ同じであるが、女性では異なる側面がある。肺がんは他のすべてのがん種を抜いて女性のがん関連死因の第一位となっている他、乳がん、大腸がん、卵巣がん、子宮がん、子宮頸がんと続いている。喫煙が肺がんの主な原因である一方で、非喫煙女性のがん発症リスクは非喫煙男性の3倍である。にも拘らず、乳がんは先進国では依然として女性に最も多いがんであり、女性の主要な慢性疾患の一つである。一方子宮頸がんは性感染症の一つであるヒトパピローマウイルス（HPV）に関連し、発展途上国では依然として最も多い癌の一つである。HPVワクチンと検診を併用することで、これらの疾患の抑制が期待できる。その他、女性にとって重要な健康問題には、心血管疾患、鬱病、認知症、骨粗鬆症、貧血などがある。
記録が残っている178ヶ国中176ヶ国で、平均寿命は男性より女性が長い。西ヨーロッパでは少なくとも1750年まで遡ってこの状況が続いている。女性の健康は生物学的な影響だけでなく、貧困、雇用、家族的責任などの条件にも左右されるため、ジェンダーは依然として健康の重要な社会的決定要因である。女性は長い間社会的・経済的権力など多くの面で不利な立場に置かれており、社会的・経済的権力は医療を含む生活必需品へのアクセスが制限され、発展途上国などの不利な状況が大きければ大きいほど、健康への悪影響も大きくなる。
女性のリプロダクティブ・ヘルス（性と生殖に関する健康）は、男性の健康とは明らかに異なる。先進国であっても、妊娠と出産は女性にとって大きなリスクを伴い、妊産婦死亡率は年間25万人以上を占め、発展途上国と先進国の間には大きな格差がある。心血管疾患など生殖以外の併存疾患は、妊娠高血圧腎症など妊娠中の死亡率と罹患率の両方に寄与している。性感染症は女性と乳幼児に深刻な影響を及ぼし、母子感染は死産や新生児死亡などの結果を齎し、骨盤内炎症性疾患は不妊症に繋がる。加えて他の多くの原因による不妊、避妊、望まれない妊娠、レイプ、中絶をめぐる闘争は、女性に他の負担を強いている。